# Міхневич Олег Едуардович
Оле́г Едуа́рдович Міхне́вич (* 1949) — ортопед-травматолог. Доктор медичних наук (1990), професор (2011). Лауреат Державної премії УРСР у галузі науки і техніки (1990).

## З життєпису
Народився 1949 року в місті Київ. Закінчив Київський медичний інститут (1973); працював лікарем.
Від 1977 року — в Інституті травматології та ортопедії НАМНУ. 1990—2011 роки — завідувач відділу відновлювального лікування і складного протезування. Вивчав вроджені вади розвитку кисті, питання профілактики високих ампутацій нижньої кінцівки в пацієнтів з трофічними розладами.
Під його керівництвом були розроблені нові способи ампутацій та реампутацій кінцівок, удосконалена система післяопераційного ведення цього контингенту хворих, розроблені пристрої та способи лікування фантомно-больових синдромів. Запропоновано та апробованл нові види лікувально-тренувальних протезів. 1992 року успішно застосувано підшкірну фасціотомію гомілки у пацієнта із невропатичною формою діабетичної стопи.
Серед робіт:
- «Вроджене розщеплення кистей»; 1980
- «Ангіографія при вроджених вадах розвитку кисті»; 1985 (співавтор)
- «Біомеханічні аспекти профілактики трофічних розладів нижніх кінцівок у хворих з патологією стопи», 1999
- «Збереження опороздатності кінцівки у хворих з глибокими трофічними розладами та гнійно-некротичними ускладненнями»; 2003 (співавтор)
- «Ортопедична профілактика ускладнень синдрому діабетичної стопи»; 2008
- патент «Спосіб ампутації гомілки»; 2004, співавтори Поміщик Дмитро Леонідович, Лябах Андрій Петрович, Міхневич Владислава Олегівна, Лябах Олена Андріївна[3]

Лавреат Державної премії УРСР в галузі науки і техніки-1990 (посмертно) — «Організація хірургічної допомоги, розробка та впровадження нових методів лікування при пошкодженнях і захворюваннях кисті»; співавтори Біжко Іван Петрович, Васильєв Серафим Федорович, Гулай Альберт Михайлович, Данькевич Вадим Петрович, Колонтай Юрій Юлійович, Андрусон Михайло Володимирович, Науменко Леонід Юрійович.